# (391211) 2006 HZ51
(391211) 2006 HZ51 es un asteroide perteneciente al grupo de los asteroides Amor descubierto el 27 de abril de 2006 por el programa espacial Catalina Sky Survey desde las montañas de Santa Catalina en Estados Unidos. Tiene unos 800 metros de diámetro.
En un principio se pensó que este asteroide pasaría muy próximo a la Tierra con una probabilidad de impacto el 21 de junio de 2008 muy alta. Sin embargo, estudios posteriores más detallados han eliminado este riesgo hasta dar una probabilidad de 1 entre 6 millones de impacto. Este hecho ha motivado a la NASA ha retirarlo de la lista de riesgo que mantiene en el Laboratorio de Propulsión a Chorro. (391211) 2006 HZ51 se encuentra entre los asteroides con mayor frecuencia de pasos próximos a la Tierra, siendo en su caso de 165 acercamientos en el siglo XXI.